# ساختمان کاسه‌های چان
ساختمان سه‌کاسهٔ اینچئون (به انگلیسی: Incheon Tri-bowl) یا ساختمان کاسه‌های چان بنایی‌ست در شهر اینچئون کرهٔ جنوبی. این ساختمان که با ایدهٔ ساخت بنایی برای استفادهٔ عموم مردم طراحی شد می‌توان گفت ترکیب زیبایی از سقف‌های منحنی‌شکل و صاف همراه با سطح‌هایی صاف و منحنی‌وار است.

## جزئیات
ساختمان کاسه‌های چان اساساً فضایی نمایشگاهی است. فضای داخلی این ساختمان با ماده‌ای شفاف و بسیار سبک طراحی شده‌است و گنجایش نزدیک به ۴۰۰ نفر را دارد. به دلیل طراحی منحصربه‌فرد این ساختمان، فضای نمایشگاهی و اجرای آن پتانسیل و امکانات بسیار زیادی در اختیار هنرمندان قرار می‌دهد. قسمت بیرونی بنا از بتن ساخته شده و بخش بالایی از آلومینیوم است.
این پروژه معماری معکوس است. بر خلاف ساختمان‌های معمولی و استاندارد که مساحت سطح پایینشان از بالایی بیش‌تر است، در این ساختمان با افزایش ارتفاع سطح هم افزایش می‌یابد.

## اطلاعات ساختمان
- معمار: گروه معماری آی‌آرک iArc
- مکان: اینچئون، کرهٔ جنوبی
- تاریخ پایان ساخت: مارچ ۲۰۱۰
- مساحت: ۲.۸۶۹ مترمربع (ساختمان)، ۱۲.۳۰۰ مترمربع (سایت)
- اهداف پروژه: ایجاد نقطهٔ عطفی به عنوان منظر شهری و پارک مرکزی سونگ‌دو
- ملاحظات: انعکاس تصاویر و نمای زیبایی از اقیانوس از بندر اینچئون
- استفادهٔ ساختمان: استفادهٔ چندمنظوره از ساختمان برای تجمع‌ها، نمایشگاه‌ها و اجراها

## پی‌نوشت
1. ↑  ایرانی، «ساختمان کاسه‌های چان»، گروه مجلات همشهری.
2. ↑  ایرانی، «ساختمان کاسه‌های چان»، گروه مجلات همشهری.
3. ↑  ایرانی، «ساختمان کاسه‌های چان»، گروه مجلات همشهری.